# Витрен
Витрен (от лат. vitrum — стекло) — одна из главных петрографических составляющих макрокомпонент угля ископаемого. Минерал характеризуется чёрным цветом, сильным блеском, раковинным или сглаженным изломом, однородностью структуры, выраженной эндогенной трещиноватостью. Образуется при изменении лигнино-целлюлозных тканей растений в результате разложения в условиях обводненных торфяных болот при недостаточном доступе кислорода. Присутствует в углях в виде линз или полос разной толщины. Витрен — наименее зольная составляющая угля. Различают витрен бесструктурный — однородный гелификованный фрагмент с резкими контурами, без признаков клеточного строения растительных тканей и витрен структурный — гелификованный фрагмент, который сохранил контуры и следы клеточного строения растительных тканей. Обе разновидности относятся к микрокомпонентам группы телинита.
Термин «витрен» ввела в 1919 году английская учёная Мэри Стоупс.